# George Washington Adams

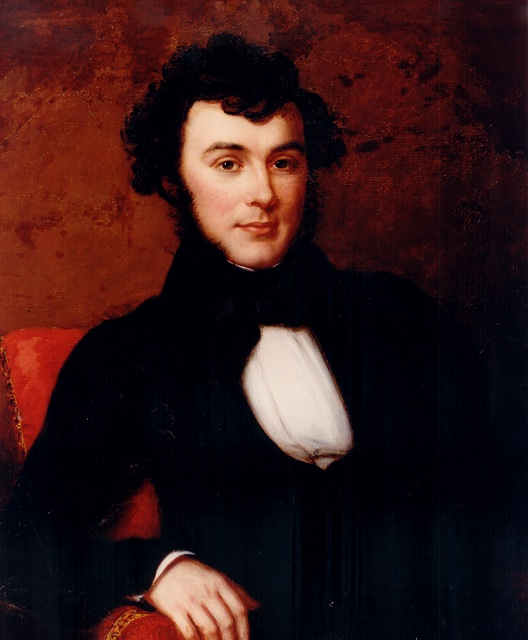
Um 1820

George Washington Adams (* 12. April 1801 in Berlin; † 30. April 1829 im Long Island Sound) war ein amerikanischer Anwalt und Politiker. Er war der älteste Sohn von John Quincy Adams, dem sechsten Präsidenten der Vereinigten Staaten und Louisa Adams. Adams diente im Repräsentantenhaus von Massachusetts und im Stadtrat von Boston. Er beging im Alter von 28 Jahren vermutlich Suizid.

## Leben
George Washington Adams wurde am 12. April 1801 in Berlin, der Hauptstadt des Königreichs Preußen, geboren, einen Monat, nachdem sein Großvater, der zweite US-Präsident John Adams das Weiße Haus verlassen hatte. Seine Großmutter, Abigail Adams, war über die Namenswahl nicht glücklich, sie hatte gehofft, dass ihr Enkel nach ihrem Mann benannt werden würde, was beim zweitgeborenen Sohn John nachgeholt wurde. 1801, nur wenige Monate alt, kam er mit seinen Eltern das erste Mal in die Vereinigten Staaten und lernte seine Großeltern kennen. 1809 verließen seine Eltern gemeinsam mit dem jüngsten Bruder Charles Massachusetts, weil sein Vater als Botschafter nach St. Petersburg berufen wurde, die beiden älteren Söhne George und John blieben zur Erziehung in den USA. Seine einzige Schwester, Louisa Catherine, wurde dort geboren, er lernte sie allerdings nie kennen, weil sie bereits als Säugling starb. Erst 1817 kehrte die restliche Familie zurück, wo sein Vater zunächst Außenminister im Kabinett von James Monroe und 1825 selbst Präsident wurde. 
Adams studierte Rechtswissenschaften auf der Harvard University. Nach einer kurzen Laufbahn als Anwalt entschied er sich für eine politische Karriere. Er wurde 1826 für ein Jahr in das Repräsentantenhaus von Massachusetts gewählt und hielt am 5. Juli 1824 in Quincy eine Rede zum Unabhängigkeitstag, die später veröffentlicht wurde. 1828 wurde er Stadtrat von Boston. In seinem Todesjahr wurde er Vater eines unehelichen Kindes, welches er mit dem Zimmermädchen Eliza Dolph zeugte, die wenig später starb.

## Tod
Adams verschwand am 30. April 1829 an Bord des Dampfschiffs Benjamin Franklin im Long Island Sound während der Überfahrt von Boston nach Washington, DC. Zuletzt wurde er um zwei Uhr morgens gesehen, seine Kleidung wurde an Deck gefunden. Aus seinen Notizen ging hervor, dass er sich mit Selbstmordgedanken getragen hatte und bei vorangegangenen Gesprächen mit dem Kapitän hatte er Angst vor den anderen Passagieren geäußert und darum gebeten, umzukehren. Seine Leiche wurde am 10. Juni an Land gespült.